# Taz-Mania (série télévisée d'animation)
Pour les articles homonymes, voir Taz-Mania.
Taz-Mania, ou Taz-Mania, le diable de Tasmanie, est une série télévisée d'animation australienne, diffusée entre le 1er janvier 1991 et le 22 mai 1995 dans le bloc de programmation Fox Kids sur Fox.
En France, la série a été diffusée du 1er janvier 1991 au 2 avril 1991 sur La Cinq dans l'émission Youpi ! L'école est finie, puis sous le titre Le Diable de Tasmanie à partir du 12 septembre 1992 dans l'émission Décode pas Bunny, puis en juillet 1993 dans l'émission Canaille Peluche sur Canal+. La série a été rediffusée avec des épisodes inédits sous le titre Taz-Mania à partir de septembre 1994 sur France 3 dans les émissions Télétaz, Bunny et tous ses amis et Bunny Tonic, ainsi que sur Boomerang en 2008 et 2009, et enfin sur Boing entre mars 2013 et 2014.
En Belgique, elle a été diffusée à partir de 1995 sur Club RTL. Il s'agissait d'ailleurs des premières images diffusées sur la chaîne.

## Synopsis
Taz est un membre de la famille diable de Tasmanie, dans cette série il vit avec sa famille composé de son père, sa mère, son frère et sa sœur.

## Distribution

### Voix originales
- Jim Cummings : Taz / Diable de Tasmanie, Calamité Bob, Buddy Star, Sam le chien
- Miriam Flynn : Jean Diable de Tasmanie
- Maurice LaMarche : Hugh Diable de Tasmanie, Drew Diable de Tasmanie, Sam le pirate, Daffy Duck
- Kellie Martin : Molly Diable de Tasmanie
- Debi Derryberry : Jake Diable de Tasmanie
- Rob Paulsen : la tortue, Django le Dingo, Marvin le Martien
- Rosalyn Landor : la mère de Calamité Bob, Constance Koala
- Dan Castellaneta : Yaca le Wallaby
- John Astin : Harry Gator
- Phil Proctor : Willie le wombat
- Greg Burson : Bugs Bunny, Charlie le coq

### Voix françaises
- Patrick Guillemin : Taz Diable De Tasmanie, Hugh Diable De Tasmanie, Harry Gator, Calamité Bob, Woody Toufou, Daniel Ornithorynque
- Philippe Peythieu : Django le Dingo, Bull Gator, Buddy Star (1re voix), Yaca le Wallaby, Timothé Ornithorynque, Francis le Broussard, Willie le Wombat, Charlie le coq
- Véronique Alycia : Molly Diable De Tasmanie, Constance la Koala
- Véronique Augereau : Jean Diable de Tasmanie, Mathilda
- Vincent Violette : Jack Diable De Tasmanie
- Serge Faliu : Buddy Star (2e voix), Drew Diable De Tasmanie, Marvin le Martien
- Jean Droze, Gilbert Lévy, Régine Teyssot : voix additionnelles

- Version française
  - Studio de doublage : L'Européenne de doublage[2]
  - Direction artistique : ?
  - Adaptation : Jean-Marie Boyer

## Personnages

### Personnages principaux
- Taz / Diable de Tasmanie : le membre de la famille diable de Tasmanie.

### Personnages secondaires
- Jean, diable de Tasmanie : mère de Taz, femme de Hugh Diable de Tasmanie.
- Hugh, diable de Tasmanie : père de Taz, mari de Jean Diable de Tasmanie.
- Molly, diable de Tasmanie : sœur de Taz.
- Jack, diable de Tasmanie : petit frère de Taz.

### Personnages récurrents

#### Personnages récurrents (1991 - 1993)
- Gossamer : ennemi juré de Taz, et ancien joueur de la famille Diable de Tasmanie.
- Sam le pirate : meilleur ami de Taz, et vilain gaffeur de la famille Diable de Tasmanie.

#### Personnages récurrents (1993 - 1994)
- Krypto : héros de Taz, et chien de compagnie de Superman.
- Gordon : pire ennemi juré de Taz et la famille diable de Tasmanie, et le rival de Philliponius ("Phillip") Chickpea.

#### Personnages récurrents (1994 - 1995)
- Present Mic : rival de Taz et la famille diable de Tasmanie, et l'ami de Philliponius ("Phillip") Chickpea. Son alter : Voice ("Haut parleurs").
- Chiabodo : seul erreur de Taz, la famille diable de Tasmanie, et Philliponius ("Phillip") Chickpea.

## Épisodes

### Saison 1 (1991)
1. Toutou la tortue (The Dog the Turtle Story)
2. Tel père, tel fils / La raison du plus fort(Like Father, Like Son / Frights of Passage)
3. Colis piégés / Atterrissages forcés (War & Pieces / Airbourne Airhead)
4. Panique au picnic / Tranche de kiwi (It's No Picnic / Kee-Wee ala King)
5. C'est du sport! (A Devil of a Job)
6. Titre français inconnu (Battling Bushrats / Devil in the Deep Blue Sea)
7. Titre français inconnu (Woeful Wolf)
8. On a kidnappé Constance (Devil with the Violet Dress On / Kidnapped Koala)
9. Titre français inconnu (Mishap in the Mist / Toothache Taz)
10. Minette Lacet (Here Kitty, Kitty, Kitty / Enter the Devil)
11. Le ballet des sorcières (Bewitched Bob)
12. Arrêt sur image / Taz et le ptérodactyle (Instant Replay / Taz and the Pterodactyl)

### Saison 2 (1991-1992)
1. Titre français inconnu (Pup Goes the Wendal / I'm Okay, You're Taz)
2. Titre français inconnu (Comic Madness / Blunders Never Cease)
3. En route pour le sommet / Tour de magie (Mall Wrecked / A Dingo's Guide to Magic)
4. Le kung fu c'est fou (Road to Taz-Mania)
5. C'est du sport / Le malheur à deux (Boys Just Wanna Have Fun / Unhappy Together)
6. Titre français inconnu (The Amazing Shrinking Taz and Co.)
7. Le sauvage, le génie et le diable de Tasmanie / Bébé Taz (Oh, Brother / Taz Babies)
8. Titre français inconnu (Taz-Manian Theatre / The Bushrats Must Be Crazy)
9. L'accordéon / Bricodentisserie (Jake's Big Date / Taz Dental Caries)
10. Bienvenue dans la 4e Tazmension / Minou la terreur : le retour (The Outer Taz-Manian Zone / Here Kitty, Kitty Part II)
11. Titre français inconnu (Taz-Mania's Funniest Home Videos / Bottle Cap Blues)
12. Titre français inconnu (Heartbreak Taz / Just Be 'Cuz)
13. Titre français inconnu (Sidekicked / Gone With the Windbag)
14. Titre français inconnu (The Return of the Road to Taz-Mania Strikes Back)
15. Titre français inconnu (Taz Like Dingo)
16. Titre français inconnu (The Pied Piper of Taz-Mania / The Treasure of the Burnt Sienna)
17. Titre français inconnu (Not a Shadow of a Doubt / Nursemaid Taz)
18. Titre français inconnu (Home Dispair / Take All of Me)
19. Titre français inconnu (Bird-Brained Beast / Ready, Willing, Unable)
20. Titre français inconnu (We'll Always Have Taz-Mania / Moments You've Missed)
21. Titre français inconnu (Food for Thought / Gone to Pieces)

### Saison 3 (1992-1993)
1. Songe d'une nuit d'horreur / Astro-Taz (A Midsummer Night's Scream / Astro Taz)
2. Titre français inconnu (Driving Mr. Taz / Mean Bear / Taz Museum)
3. Titre français inconnu (Ticket Taker Taz / Taz Squared)
4. Titre français inconnu (Taz-Manian Lullaby / Deer Taz / A Taz-Manian Moment)
5. Par tous les diables / L'enfer du jeu (Hypno-Tazed / Mum's n' Taz)
6. Titre français inconnu (Kee-Wee Cornered / But Is It Taz?)
7. Titre français inconnu (Wacky Wombat / Molly's Folly)
8. Titre français inconnu (Mutton for Nothing / Dr. Wendal and Mr. Taz)
9. Titre français inconnu (The Man from M.A.R.S / Friends for Strife)
10. Titre français inconnu (Merit Badgered)
11. Titre français inconnu (Antenna Dilemma / Autograph Pound)
12. Titre français inconnu (A Young Taz's Fancy / A Flea for You)

### Saison 4 (1993-1995)
1. Titre français inconnu (No Time for Christmas)
2. Titre français inconnu (Taz-Mania Confidential / The Platypi Psonic Psensation Psimulator)
3. Titre français inconnu (The Not So Gladiators / One Ring Taz)
4. Titre français inconnu (The Thing That Ate The Outback / Because It's There)
5. Titre français inconnu (Of Bushrats and Hugh)
6. Titre français inconnu (Never Cry Taz / Bully for Bull)
7. Titre français inconnu (Retakes Not Included / Pledge Dredge)
8. Titre français inconnu (Bushlad's Lament / The Taz-Mania Comedy Institute)
9. Taz, détective privé (The Taz Story Primer / Ask Taz)
10. Titre français inconnu (Willie Wombat's Deja Boo Boo / To Catch a Taz)
11. Titre français inconnu (It's a Taz's Life / Gee, Bull!)
12. Titre français inconnu (Taz in Kee-Wee Land / Struck for Bucks / A Philosophical Moment)
13. Titre français inconnu (Yet Another Road to Taz-Mania)
14. Titre français inconnu (Bad Luck Bottlecap / A Story With a Moral)
15. Titre français inconnu (Devil Indemnity)
16. Titre français inconnu (Taz and the Emu Egg / Willie Wombat's Last Stand / K-Taz Commercial)
17. Titre français inconnu (Feed a Cold / Sidekick for a Day)
18. Titre français inconnu (Platypi on Film / One Saturday in Taz-Mania)
19. Titre français inconnu (Doubting Dingo / Sub Commander Taz)
20. Bat Taz (The Origin of the Beginning of the Incredible Taz-Man / Francis Takes a Stand)